# Мюллер, Надин
Надин Мюллер (нем. Nadine Müller; род. 21 ноября 1985, Лейпциг) — немецкая легкоатлетка, специализирующаяся на метании диска.

## Спортивная карьера
Профессиональную карьеру начала в 2003 году. Серебряная призёрка чемпионата Европы среди юниоров 2003 года. Бронзовая призёрка чемпионата мира среди юниоров 2004 года. На мировом первенстве в Осаке не смогла выйти в финал, заняв лишь 11-е место в квалификационном раунде. Заняла 6-е место на чемпионате мира в Берлине. На чемпионате мира 2011 года выиграла серебряную медаль, показав результат 65,97 м. На чемпионате Европы 2012 года выиграла серебряную медаль, показав результат 65,41 м.
В 2009, 2010 и 2011 годах становилась чемпионкой Германии.
30 мая 2014 года на соревнованиях Prefontaine Classic заняла 4-е место — 64,37 м.

## Личная жизнь
31 декабря 2013 года заключила гражданское партнёрство со своей девушкой.